# Morčák
Morčák (Mergus) je rod potápivých kachen. Většinou dávají přednost sladké vodě, pouze morčák prostřední se běžně vyskytuje na moři podél severoevropských břehů. Jsou rybožraví. Končetiny mají krátké a vybavené plovacími blánami mezi předními třemi prsty. Zobák mají dlouhý a úzký, nehet na jeho špičce přesahuje a je zahnutý směrem dolů. Samci mají pestrý svatební šat.

## Český název a jeho původ
Morčák byl do poloviny 19. stol. označován jako potápka. J. S. Presl ve 20. letech 19. stol. zavedl jména potápka, roháč a rybuška, která však Antonín Frič asi o třicet let později sjednotil na rodové jméno morčák a druhově je odlišil - morčák velký, prostřední a bílý. V současnosti máme v českém názvosloví jak morčáky, tak potápky, a z toho jeden druh potápky je potápka roháč.
Jako morčák byl dříve označován kormorán nebo pelikán, ptáci žijící převážně u mořských pobřeží. Podle toho vznikl název morčák, který se později přenesl na tohoto kachnovitého ptáka, snad na popud J. S. Presla. Důvod, proč bylo jméno přeneseno, však není znám. Mohl to možná zapříčinit chybný výklad latinského druhového jména morčáka velkého (M. merganser), které obsahuje kompozitum zdánlivě tvořené komponenty meer a gans. Ve skutečnosti jde však o latinskou složeninu z částí mergus a anser, přičemž mergus souvisí se slovesem mergere „potápět“.

## Druhy
Známe sedm recentních druhů, z toho šest současných a jeden v nedávné době vyhubený (v roce 1902), a několik fosilních druhů.

### Recentní druhy
- morčák velký (Mergus merganser)
- morčák prostřední (Mergus serrator)
- morčák paranský (Mergus octosetaceus)
- morčák šupinatý (Mergus squamatus)
- morčák chocholatý (Mergus cucullatus) – někdy řazen do zvláštního rodu Lophodytes
- morčák bílý = morčák malý (Mergus albellus) – někdy řazen do zvláštního rodu Mergellus
- † morčák aucklandský (Mergus australis)

### Fosilní druhy
- Mergus miscellus ze středního miocénu Virginie, Spojené státy americké
- Mergus connectens ze středního pleistocénu střední Evropy